# 星野風香
星野風香（ほしの ふうか、2000年1月11日 - ）は、日本のグラビアアイドル。岩手県出身。

## 来歴
2019年5月にスカウトで芸能デビューを果たし、2020年2月よりアイドルグループたまご姫のメンバーとなる。
ニックネームは「究極の合法ロリ」。デビュー時には既に学生ではなかったが、2019年から『Cream』誌でモデルを務めるなど学生服やスクール水着を着る機会が多い。
2020年8月、たまご姫脱退と活動休止を発表。

## 人物
趣味はピアノ、アクセサリー集め、水族館。特技は変顔。憧れの人物は長澤茉里奈。

## 作品

### DVD
- ピュア・スマイル（2019年11月22日、竹書房）[5]
- 課外授業 （2020年2月22日、ラインコミュニケーションズ）[6]
- Pastel～優しく包まれて（2020年10月16日、M.B.D. メディアブランド）[7]
- エンジェルの柔肌（2021年4月16日、M.B.D. メディアブランド）[8]
- Love Letter（2021年7月16日、M.B.D. メディアブランド）[3]
- 美少女ラビリンス（2021年9月17日、M.B.D. メディアブランド）
- True Lover（2021年11月19日、シャイニングスターエンターテインメント）
- 風恋香～恋するマーガレット（2022年1月18日、M.B.D. メディアブランド）
- 月刊FUKA4月号 ～風恋香 新学期 前編（2022年4月15日、M.B.D. メディアブランド）
- 月刊FUKA5月号 ～風恋香 新学期 後編（2022年5月27日、M.B.D. メディアブランド）